# Jantipo (general)
Jantipo (griego antiguo Ξάνθιππος, Xánthippos) fue un general mercenario espartano, contratado por Cartago como instructor de sus tropas para enfrentarse a Roma durante la primera guerra púnica.

## Biografía
Tras la victoria de Marco Atilio Régulo en la batalla de Adís, los cartagineses se encontraban a la defensiva. Durante el invierno de 255 a. C. los cartagineses reformaron su ejército de campaña, recurriendo para ello a destacamentos reclutados en Grecia. Jantipo, líder mercenario adiestrado en Esparta, demostró una experiencia y habilidad decisivas para el desarrollo de la guerra.
Jantipo creó la vieja formación cartaginesa: caballería dividida en ambas alas, infantería mercenaria a la derecha, con una falange de civiles rápidamente reclutada en el centro, tras una primera línea de elefantes de guerra. Esto contrastaba con la típica legión romana, formada en tres líneas y con una diezmada caballería en los flancos.
Entrenó y dirigió a los soldados cartagineses en la batalla de los Llanos del Bagradas, donde derrotó a la fuerza expedicionaria romana y capturó al cónsul Marco Atilio Régulo en el año 255 a. C. Tras vencer a Régulo, Jantipo fue enviado a Lilibeo, colonia cartaginesa en Sicilia, donde ayudó a romper el cerco de los sitiadores romanos. Poco después, acabados todos sus servicios con Cartago, Jantipo regresó a Grecia.
Según Diodoro, los dirigentes de Lilibeo se hallaban tan celosos del éxito de Jantipo que ordenaron su muerte en su travesía de vuelta, proveyéndole de un trirreme saboteado para hundirse. Apiano matiza que los lilibeos seguían órdenes del propio Cartago y que era la tripulación del navío la que había sido pagada para asesinar a Jantipo durante la travesía. Sin embargo, Polibio no comparte estas versiones, y existen registros de que Jantipo comenzó a trabajar unos años después para el faraón Ptolomeo III, lo que sugiere que o bien el espartano sobrevivió al intento de asesinato o bien éste nunca sucedió.
Silio narra en su poema que Jantipo era nativo de Amiclas, así como que tres hijos suyos, llamados Jantipo, Éumaco y Critias, combatieron para Aníbal como jinetes mercenarios y cayeron en la Batalla del Ticino.